# Haut de Cry
Haut de Cry är en bergstopp i Schweiz.   Den ligger i distriktet Conthey och kantonen Valais, i den sydvästra delen av landet, 80 km söder om huvudstaden Bern. Toppen på Haut de Cry är 2 969 meter över havet, eller 515 meter över den omgivande terrängen. Bredden vid basen är 4,0 km.
Terrängen runt Haut de Cry är huvudsakligen mycket bergig. Runt Haut de Cry är det ganska tätbefolkat, med 60 invånare per kvadratkilometer.. Närmaste större samhälle är Sion, 12,7 km öster om Haut de Cry. 
I omgivningarna runt Haut de Cry växer i huvudsak blandskog.